# Lista de membros titulares da Academia Brasileira de Ciências empossados em 2009
Esta lista contém os nomes dos membros titulares da Academia Brasileira de Ciências empossados em 2009.
| Imagem | Nome                                | Datas de nascimento e falecimento | Local de nascimento | Área de especialização | Alma mater | Data de posse      | Conhecido por                                                               | Referências |
| ------ | ----------------------------------- | --------------------------------- | ------------------- | ---------------------- | ---------- | ------------------ | --------------------------------------------------------------------------- | ----------- |
|        | Carlos Alfredo Joly                 | 10 de janeiro de 1955             |                     | Ciências Biológicas    | USP        | 05 de maio de 2009 |                                                                             | [ 2 ]       |
|        | Mauro Martins Teixeira              | 22 de outubro de 1966             |                     | Ciências Biomédicas    | UFMG       | 05 de maio de 2009 |                                                                             | [ 3 ]       |
|        | Virgínia Sampaio Teixeira Ciminelli | 17 de abril de 1954               |                     | Ciências da Engenharia | UFMG       | 05 de maio de 2009 | Primeira mulher eleita como membro titular para a área de engenharia na ABC | [ 4 ]       |